# 친위대 제23무장산악사단 카마
친위대 제23무장산악사단 카마 (제2크로아티아)(23. Waffen-Gebirgs-Division der SS „Kama“ (kroatische Nr. 2))는 나치 독일의 무장친위대 사단 중 하나이다.
병사들은 보스니아 무슬림, 장교들은 독일인으로 이루어져 있었다. "카마"라는 부대명은 발칸 지역 목자들이 사용하는 작은 단검 이름에서 비롯되었다. 1944년 6월 19일 제13무장산악사단 한트샤르 (제1크로아티아)의 간부진을 중심으로 편성되었으나 그 병력이 사단급 규모에 이른 적은 한 번도 없고 사단에 어울리는 행동을 한 적도 없다.
카마 사단의 예하 부대들은 1944년 10월 초 헝가리 남부에서 제31SS의용척탄병사단과 함께 소련군과 싸웠다. 얼마 지나지 않아 전선이 무너졌고 카마 사단은 한트샤르 사단에 합류하기 위해 독일의 괴뢰국인 크로아티아 독립국 방면으로 후퇴하기 시작했다. 그러던 중 1944년 10월 17일 사단의 보스니아 무슬림 병사들이 반란을 일으켰다. 반란은 간부진에 의해 신속히 제압되었으나 이 반란이 이유가 되어 사단은 10월 31일 해체된다.

## 같이 보기
- 무장친위대의 부대 목록
- 무장친위대 계급 및 표장